# Juan Bulnes
Juan Bulnes Pérez (Lima, Perú; 27 de marzo de 1905 - 6 de mayo de 1979) fue un futbolista peruano que se desempeñó como delantero en clubes como Sport Progreso, Alianza Lima y Sporting Tabaco. Tras su retiro también fue entrenador y árbitro de fútbol.

## Trayectoria
Juan Bulnes, nació en la calle de Huancavelica perteneciente al Cuartel Primero, que tenía en sus calles el famoso Aposentamiento, donde se sacrificaba el ganado que iría luego a las mesas criollas. Luego de una infancia como todo chico limeño, jugando en las calles y destrozando los zapados de “parada”, lo que daba la clásica reprimenda paterna, a los 16 años debuta siendo un juvenil en el primer equipo del Club Sport Progreso y logra quedarse como titular en ese gran equipo. Siendo campeón con el club en el Campeonato Peruano de Fútbol de 1926.
En 1925 se forma un combinado entre Alianza Lima y Sport Progreso, los que en una memorable jornada logran imponerse a la Selección de fútbol de Uruguay, campeones olímpicos que vinieron a jugar con el nombre de Belgrano. En 1926, Juan saldría de gira con el equipo Association Football Club, para Costa Rica, México y Cuba, triunfando en toda la ley, recibiendo propuestas de México, las que no aceptó por estar de novio en Lima. En 1927 saldría de refuerzo de los equipos que salían de gira a esos mismos países, tales como el Club Atlético Chalaco, y el Club Alianza Lima. Bulnes trae el famoso silbido del fiu fiuuu, que es de origen del Sport Progreso, ya que unos pájaros “negros” llamados guardacaballos lo utilizaban en la zona de la Fábrica de Tejidos, de ese nombre además llevó la famosa palabra “Intimo”, con el cual se identificaban en su antiguo club y pasó a ser propiedad aliancista.
En el Campeonato Peruano de Fútbol de 1928, Alianza Lima salió Campeón y se jugaba la primera definición del torneo y Alianza con varios de sus cracks castigados enfrentarían a la “U” que se creía virtual campeón, ese partido lo empataron a 1 y jugaron una definición final. Alianza con un gol de Juan Bulnes y el otro a merced a una jugada pícara del mismo, que fue motivo para que don “Alberto Benítez” el mejor árbitro de la época cobrase penal a favor del Alianza y Guillermo Rivero lo ejecutó en buena forma y Alianza fue el vencedor.
En 1929 se lleva a cabo el Campeonato Sudamericano 1929 en Buenos Aires y Juan integró el equipo titular logrando una gran actuación. Posteriormente en el Campeonato Peruano de Fútbol de 1929 jugó por Hidroaviación que ingresó al fútbol oficial, así como él, lo hicieron otros jugadores, los que tuvieron que asimilarse a la vida militar con base en Ancón. 
En 1930 formaría parte de la Selección de fútbol de Perú que jugaría en Montevideo el 1.er campeonato del Mundo, haciendo ala izquierda con el “Pericote” Lizandro Nue, pero hubo factores extraños. Se llevó a cabo un partido sin público para definir quien iba, los periodistas que asistieron dijeron: “El pericote y el gato son fijos”. Pero la federación dio su fallo Julio Lores ira en el equipo, debido a que Juan Bulnes esta enfermo del corazón.
Cinco años después luego de jugar por el Sporting Tabaco en 1935 volvió al equipo donde empezó, es decir al Sport Progreso, donde fue como antes, jugador y además entrenador. 
En 1935 empezó su carrera de árbitro y debutó con un juego Alianza–U. En 1947 fue como árbitro al torneo Campeonato Sudamericano 1947 desarrollado en Guayaquil, Ecuador. Posteriormente se dedicó a entrenar entre otros al Club Atlético Chalaco en 1946, a Selecciones de Lima, Callao, de Huancayo, al Mariscal Castilla, Mariscal Sucre, Juventud Gloria, Marcona Mining Co., Colegio Nuestra Sra. De Guadalupe, Colegio Mariano Eguren, G.U.E. Pedro A. Labarthe, etc. 
También se destacó como Bohemio, y entre sus grandes recuerdos posee un bolero acróstico que le dedicara su gran amigo “El Bardo" Felipe Pinglo Alva. Muchos señores de la música criolla visitaban la casa Bulnes en esas fiestas de tres días, serenata santo y corcova.

## Clubes

### Como futbolista
| Club            | País | Año         |
| --------------- | ---- | ----------- |
| Sport Progreso  | Perú | 1921 - 1927 |
| Alianza Lima    | Perú | 1928        |
| Sporting Tabaco | Perú | 1929        |
| Hidroaviación   | Perú | 1930        |
| Sporting Tabaco | Perú | 1931 - 1935 |
| Sport Progreso  | Perú | 1935        |

### Como entrenador
| Club                  | País | Año         |
| --------------------- | ---- | ----------- |
| Sport Progreso        | Perú | 1935        |
| Club Atlético Chalaco | Perú | 1946        |
| Unión Callao          | Perú | 1954        |
| Juventud Gloria       | Perú | 1958        |
| Mariscal Castilla     | Perú | 1958        |
| KDT Nacional          | Perú | 1960        |
| Mariscal Sucre        | Perú | 1960 - 1961 |
| Centro Iqueño         | Perú | 1969        |

## Palmarés

### Como jugador

#### Campeonatos nacionales
| Título           | Club                | País | Año  |
| ---------------- | ------------------- | ---- | ---- |
| Primera División | Club Sport Progreso | Perú | 1926 |
| Primera División | Club Alianza Lima   | Perú | 1928 |

- Datos: Q96575046